# Ahun
Ahun (okzitanisch Aiun) ist eine französische Gemeinde mit 1442 Einwohnern (Stand 1. Januar 2022) in der Region Nouvelle-Aquitaine. Sie liegt im Département Creuse, Arrondissement Guéret, und ist der Hauptort (chef-lieu) des Kantons Ahun. Die Einwohner werden Ahunois genannt.

## Geographie
Ahun liegt etwa 16 Kilometer südöstlich von Guéret im Zentralmassiv nahe dem westlichen Ufer der Creuse. Der Bahnhof der Gemeinde befindet sich im Ortsteil Bousseau-sur-Creuse.

## Geschichte
Die Ortschaft geht zurück auf die gallorömische Siedlung Acitodunum. Hier siedelten die Lemoviken. In die Zeit der Merowinger fällt der Märtyrertod von Silvanus von Ahun am 16. Oktober 407, dem Namensgeber der hiesigen Kirche.

## Bevölkerungsentwicklung

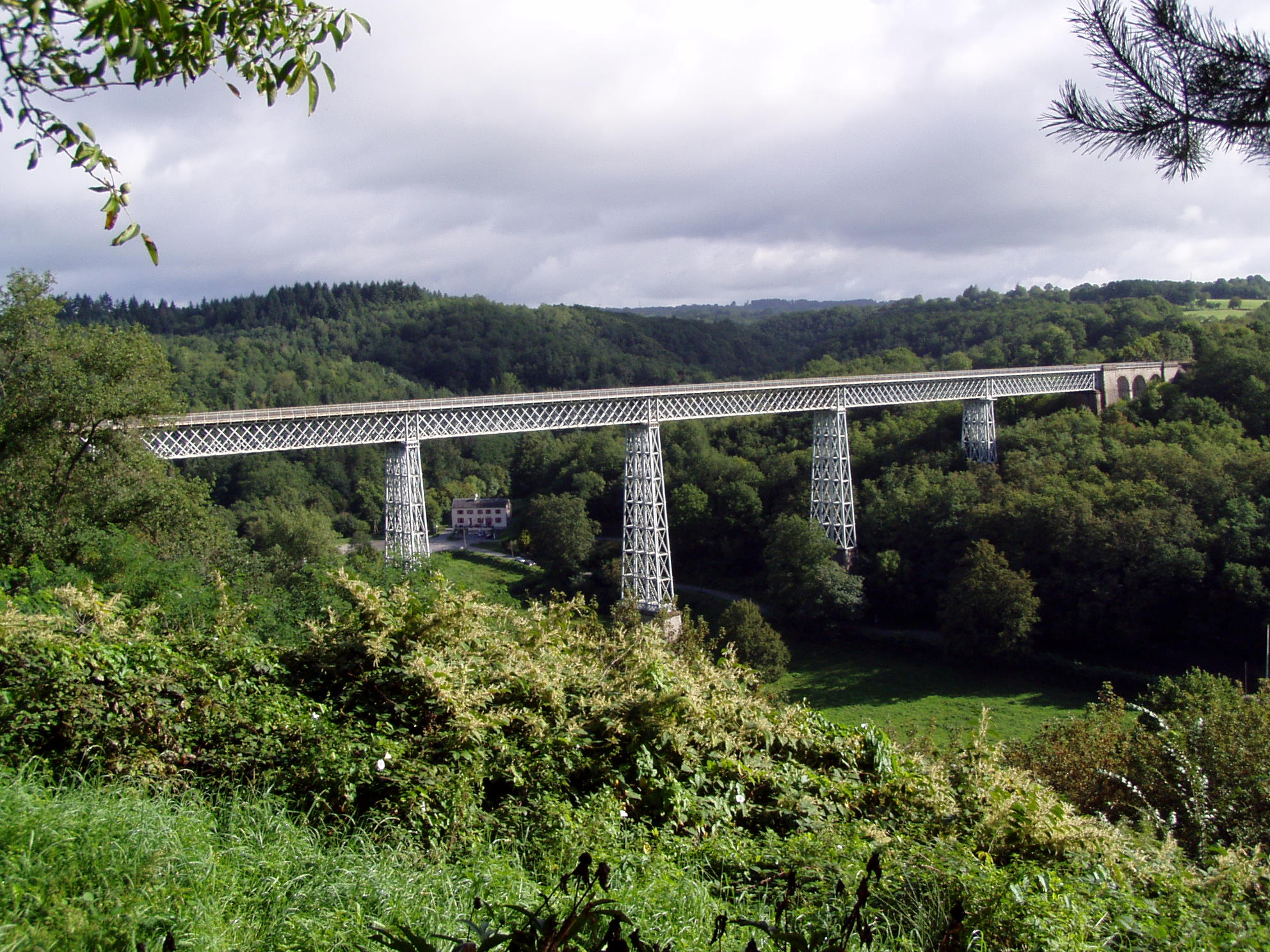
Viaduc de Busseau

- 1962: 1491
- 1968: 1623
- 1975: 1605
- 1982: 1529
- 1990: 1481
- 1999: 1501
- 2006: 1560
- 2016: 1438

## Sehenswürdigkeiten
- Romanische Kirche Saint-Sylvain aus dem  12. Jahrhundert (Monument historique seit 1992)
- Château de la Chezotte (Monument historique seit 1926)
- Château de Chantemille aus dem 10. Jahrhundert (Monument historique seit 2000)
- Château de Massenon aus dem 15. Jahrhundert (Monument historique seit 1986)
- Viaduc de Busseau, der von Wilhelm Nördling für die Bahnstrecke Montluçon–Saint-Sulpice-Laurière entworfen wurde, aus den Jahren 1863/65 (Monument historique seit 1975)

## Persönlichkeiten
- Silvanus von Ahun (Mitte des 4. Jahrhunderts – 407), Märtyrer und Heiliger der katholischen Kirche
- Joachim Vilate (1767–1795), Politiker, Revolutionär
- Marcel Rohrbach (1933–2012), Radrennfahrer (im Ortsteil Molles geboren)